# Adrián Bone
Adrián Javier Bone Sánchez (Esmeraldas, Ecuador; 8 de septiembre de 1988) es un futbolista ecuatoriano. Se desempeña en la posición de portero y su equipo actual es CD Miguel Iturralde de la Segunda Categoría de Ecuador.

## Trayectoria
Se formó en las divisiones inferiores de Aucas, a donde lo llevó su hermano. Pero también defendió al Deportivo Otavalo y a la LDU de Cuenca.
Cuando terminó su contrato con el equipo quiteño se probó en el El Nacional y fue aceptado por el cuerpo técnico. Mas no llegó a un acuerdo económico para firmar el convenio laboral.

### Espoli
En el segundo semestre de 2007, decidió probar suerte en la Espoli, al que dirigía el argentino Salvador Raguzza.
“No hubo necesidad de probarme muchos días porque el profesor me había observado en partidos de inferiores y me pidió que directamente vaya a firmar”, recuerda.
Desde allí siempre fue considerado para el primer equipo, aunque en puestos secundarios. En la temporada 2010, fue donde se afianzó de la titularidad de la Espoli. “El profesor Carlos Calderón me dio la confianza y hasta ahora creo que no lo he defraudado”, afirmó el jugador.

### Deportivo Quito
Después de su gran actuación en el año 2010, Adrián Bone despertó el interés del Deportivo Quito, equipo que lo contrató para la temporada 2011 y en ese mismo año se proclama campeón de la Copa Credife del campeonato ecuatoriano, donde jugaría torneos internacionales como Copa Libertadores de América y Copa Sudamericana.

### El Nacional
En el 2013 es contratado por el Club Deportivo El Nacional.

### Independiente del Valle
Para la temporada 2017 se vincula al Independiente del Valle.

### Emelec
Para la temporada 2018 se vincula al Emelec, permaneció en el club millonario hasta finales de 2022.

### Técnico Universitario
En 2023 fichó en calidad de jugador libre con Técnico Universitario por una temporada.

## Selección nacional
El 13 de mayo de 2014 el técnico de la Selección Ecuatoriana, Reinaldo Rueda, incluyó a Bone en la lista preliminar de 30 jugadores que representarán a Ecuador en la Copa Mundial de Fútbol de 2014. Fue confirmado en la nómina definitiva de 23 jugadores el 2 de junio.

### Eliminatorias mundialistas
| Torneo            | Sede            | Resultado   |
| ----------------- | --------------- | ----------- |
| Eliminatoria 2014 | América del Sur | Clasificado |

#### Participaciones en Copas del Mundo
| Mundial                        | Sede   | Resultado     |
| ------------------------------ | ------ | ------------- |
| Copa Mundial de Fútbol de 2014 | Brasil | Primera ronda |

### Partidos internacionales
| \| N.° \| Fecha \| Ciudad \| Rival \| Resultado \| Resultado \| Competencia \| \| --- \| ----------------------- \| ------- \| ---------- \| --------- \| --------- \| ----------- \| \| 1. \| 2 de septiembre de 2011 \| Quito \| Jamaica \| 5-2 \| Victoria \| Amistoso \| \| 2. \| 6 de septiembre de 2011 \| Quito \| Costa Rica \| 4-0 \| Victoria \| Amistoso \| \| 3. \| 5 de marzo de 2014 \| Londres \| Australia \| 4-3 \| Victoria \| Amistoso \| |                         |         |            |           |           |             |
| N.° | Fecha                   | Ciudad  | Rival      | Resultado | Resultado | Competencia |
| 1. | 2 de septiembre de 2011 | Quito   | Jamaica    | 5-2       | Victoria  | Amistoso    |
| 2. | 6 de septiembre de 2011 | Quito   | Costa Rica | 4-0       | Victoria  | Amistoso    |
| 3. | 5 de marzo de 2014      | Londres | Australia  | 4-3       | Victoria  | Amistoso    |

## Estadísticas

### Clubes
Actualizado al último partido disputado el 31 de octubre de 2023.
| Club                    | País          | Año           | Partidos | Goles |
| ----------------------- | ------------- | ------------- | -------- | ----- |
| Espoli                  | Ecuador       | 2010          | 41       | 0     |
| Deportivo Quito         | Ecuador       | 2011-2013     | 47       | 0     |
| El Nacional             | Ecuador       | 2013-2016     | 161      | 0     |
| Independiente del Valle | Ecuador       | 2017          | 32       | 0     |
| Emelec                  | Ecuador       | 2018-2022     | 15       | 1     |
| Técnico Universitario   | Ecuador       | 2023          | 2        | 0     |
| Mushuc Runa             | Ecuador       | 2024-act.     | 3        | 0     |
| Total carrera           | Total carrera | Total carrera | 301      | 1     |

### Participaciones internacionales
| Torneo                 | Club                    | Resultado        |
| ---------------------- | ----------------------- | ---------------- |
| Copa Libertadores 2011 | Deportivo Quito         | Primera fase     |
| Copa Sudamericana 2011 | Deportivo Quito         | Primera fase     |
| Copa Libertadores 2012 | Deportivo Quito         | Octavos de final |
| Copa Sudamericana 2012 | Deportivo Quito         | Octavos de final |
| Copa Libertadores 2017 | Independiente del Valle | Segunda fase     |
| Copa Libertadores 2018 | Emelec                  | Primera fase     |

## Palmarés

### Campeonatos nacionales
| Título             | Club            | País    | Año  |
| ------------------ | --------------- | ------- | ---- |
| Serie A de Ecuador | Deportivo Quito | Ecuador | 2011 |